# Satsobek
 (avril 2023).
Satsobek (fille de Sobek) est une reine de l'Égypte antique portant les titres de « Grande épouse royale » et d'« Unie à la couronne blanche ». Son mari reste inconnu. Elle n'est connue à ce jour que par un sceau-scarabée conservé dans une collection privée.

## Sceau-scarabée
Le scarabée peut être daté, pour des raisons stylistiques, de la XIIIe dynastie. Son nom y est écrit Sasobek, sans le t du féminin terminant « Sat » (fille). Il peut s'agir d'une simple erreur ou d'un défaut d'écriture, mais il est également possible qu'elle ait utilisé un nom masculin « Sasobek » (fils de Sobek). Les noms masculins pour les femmes sont courants à cette époque.

Sceau-scarabée de Satsobek
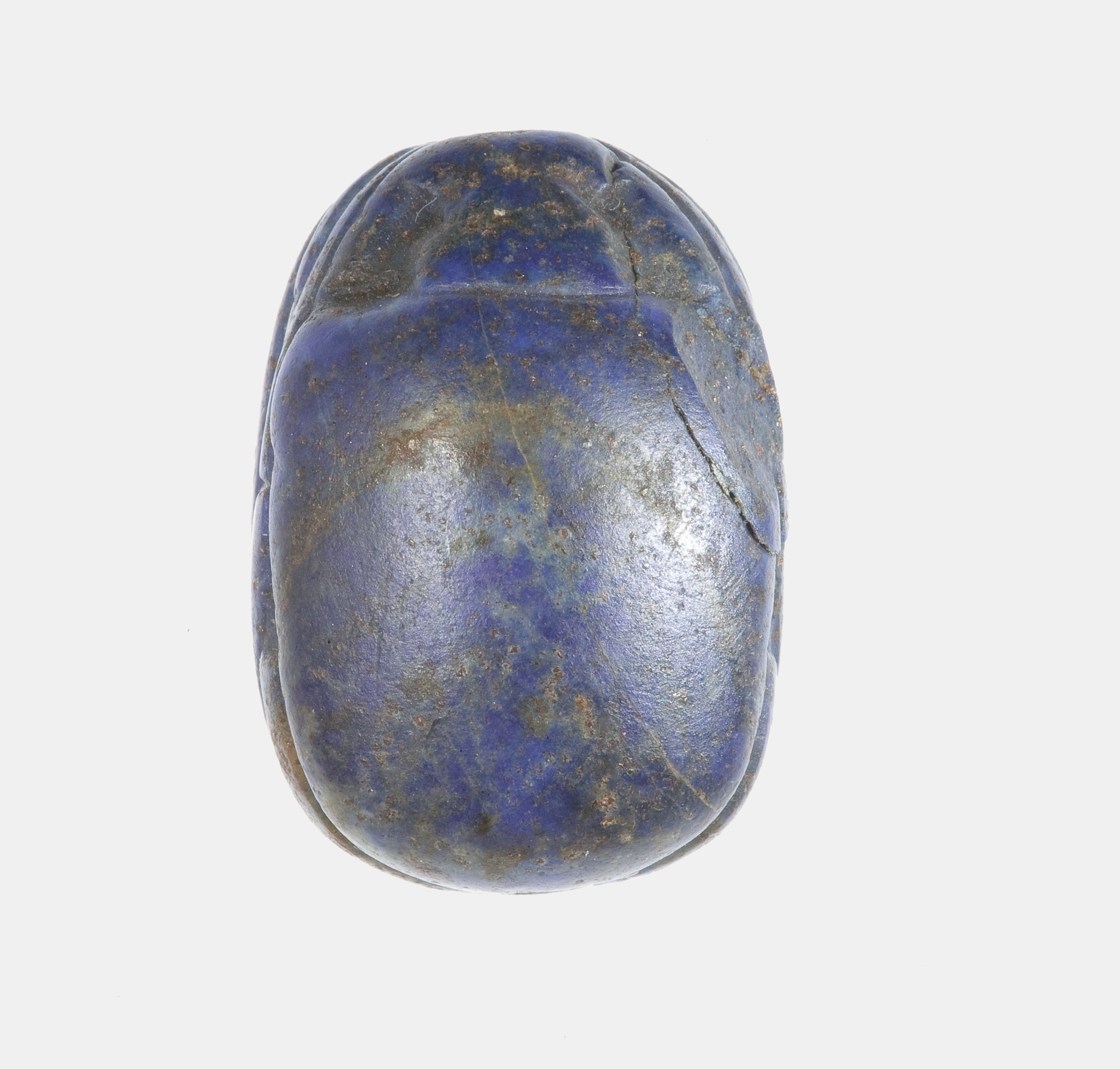
vue de dessus
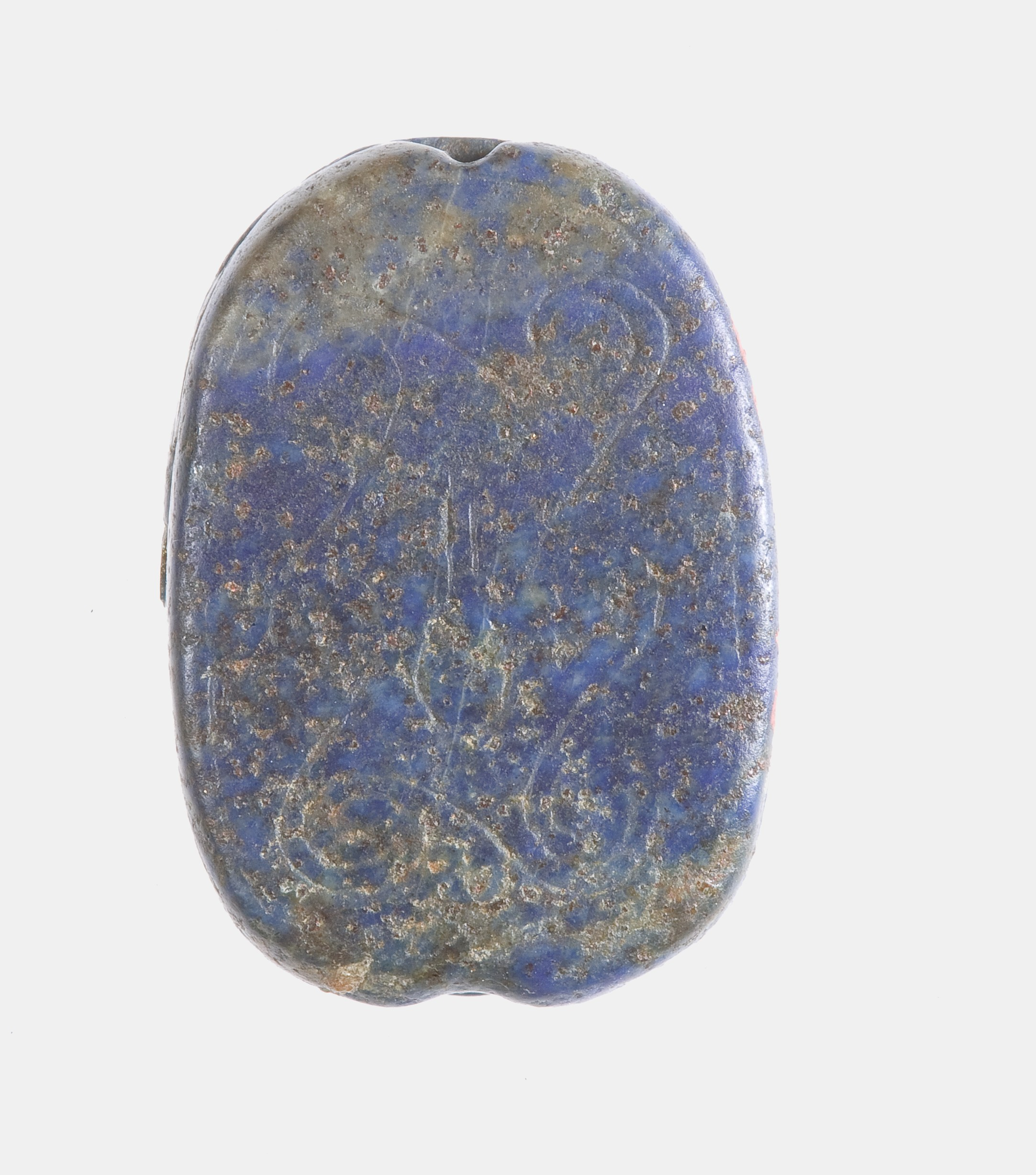
vue du dessous
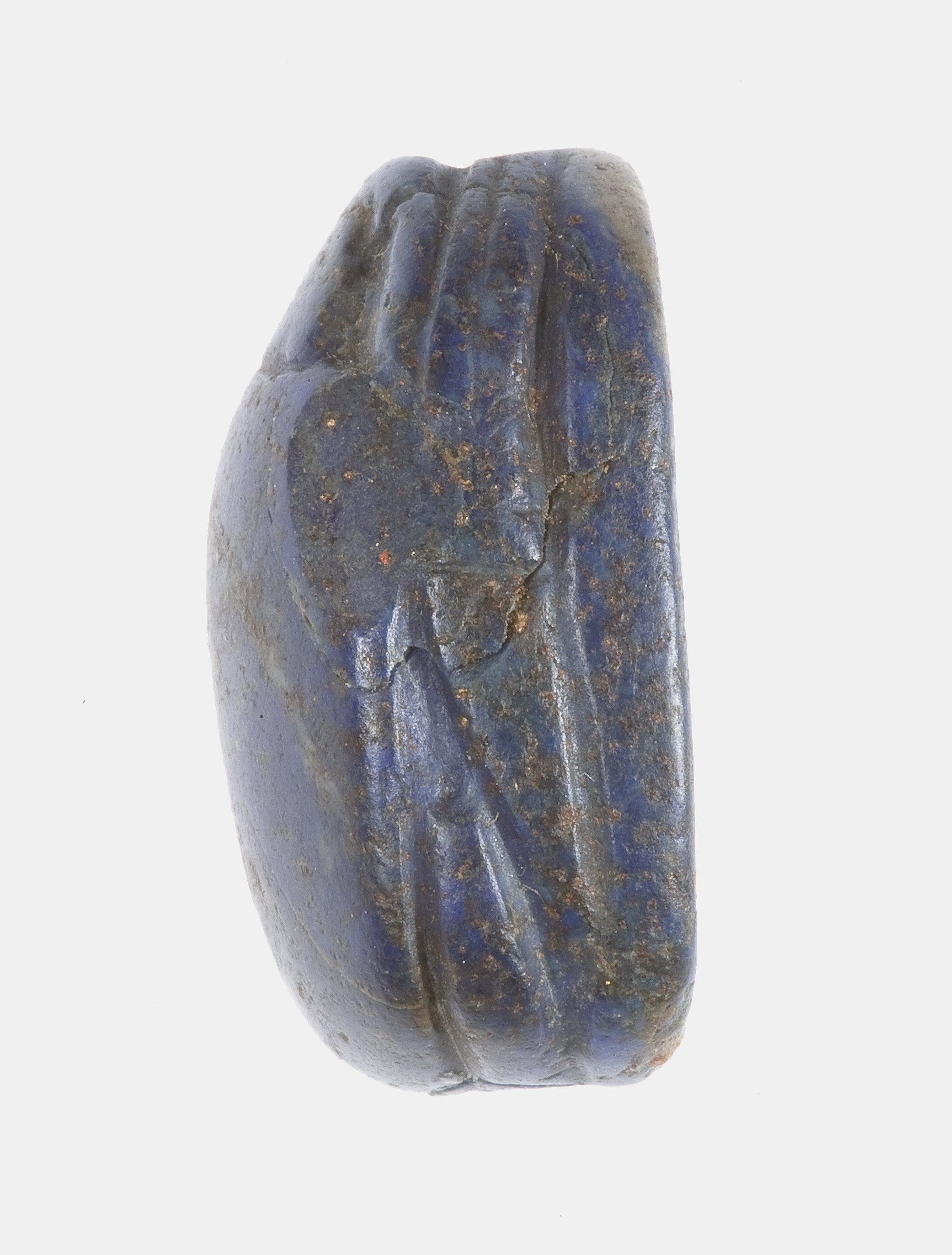
vue de profil